# Wahlkreis Gera, Land I – Eisenberg
Der Wahlkreis Gera, Land I - Eisenberg war ein Landtagswahlkreis zur Landtagswahl in Thüringen 1990, der ersten Landtagswahl nach der Wiedergründung des Landes Thüringen. Er hatte die Wahlkreisnummer 29.
Der Wahlkreis umfasste den kompletten damaligen  Landkreis Eisenberg mit folgenden Städten und Gemeinden: Ahlendorf, Beulbar-Ilmsdorf, Buchheim, Bürgel, Dothen, Droschka, Eisenberg, Etzdorf, Gösen, Graitschen, Graitschen, Großhelmsdorf, Hainchen, Hainspitz, Hartmannsdorf, Hetzdorf, Hohendorf, Königshofen, Krossen/Elster, Kursdorf, Lindau, Mertendorf, Nausnitz, Nautschütz, Petersberg, Poxdorf, Rauda, Rauschwitz, Rockau, Rodigast-Lucka, Schkölen, Seifartsdorf, Serba, Silbitz, Taupadel, Tautenhain, Thalbürgel, Thiemendorf, Thierschneck, Törpla, Walpernhain, Weißenborn und Wetzdorf  sowie Teile des damaligen Landkreises Gera-Land mit folgenden Städten und Gemeinden: Aga, Bocka, Burkersdorf b. Weida, Caaschwitz, Cretzschwitz, Crimla, Falka, Forstwolfersdorf, Frießnitz, Gleina, Großebersdorf, Hain Hartmannsdorf, Hohenölsen, Hundhaupten, Kauern, Köfeln, Bad Köstritz, Kraftsdorf, Lederhose, Lindenkreuz, Mosen, Münchenbernsdorf, Neundorf, Niederndorf, Niederpöllnitz, Reichardtsdorf, Roben, Röpsen, Rohna, Rüdersdorf, Saara, Schömberg, Schwarzbach, Steinsdorf, Teichwitz, Thränitz, Töppeln, Trebnitz, Weida, Weißig, Wolfsgefärth, Wünschendorf/Elster und Zedlitz.

## Ergebnisse
Die Landtagswahl 1990 fand am 14. Oktober 1990 statt und hatte folgendes Ergebnis für den Wahlkreis Gera, Land I - Eisenberg:
| Direktkandidat | Partei (Kürzel) | Erststimmen (%) | Zweitstimmen (%) |
| -------------- | --------------- | --------------- | ---------------- |
| Konrad Illing  | CDU             | 48,2            | 47,4             |
|                | Chr. L          | -               | 00,3             |
|                | DFD             | 01,8            | 01,0             |
|                | REP             | -               | 01,1             |
|                | DBU             | -               | 00,4             |
|                | DSU             | 04,2            | 03,8             |
|                | F.D.P.          | 09,9            | 10,3             |
|                | LL-PDS          | 07,5            | 07,6             |
|                | NPD             | -               | 00,3             |
|                | NFGRDJ          | 05,7            | 05,3             |
|                | SPD             | 20,0            | 22,0             |
|                | UFV             | 00,6            | 00,5             |

Es waren 54.819 Personen wahlberechtigt. Die Wahlbeteiligung lag bei 73,0 %.  Als Direktkandidat wurde Konrad Illing (CDU) gewählt. Er erreichte 48,2 % aller gültigen Stimmen.